# Lonesome Luke Leans to the Literary
Lonesome Luke Leans to the Literary é um curta-metragem norte-americano de 1916, do gênero comédia, estrelado por Harold Lloyd.

## Enredo
Lonesome Luke (Harold Lloyd) tenta vender livros para um empresário e sua esposa.

## Elenco
- Harold Lloyd - Lonesome Luke

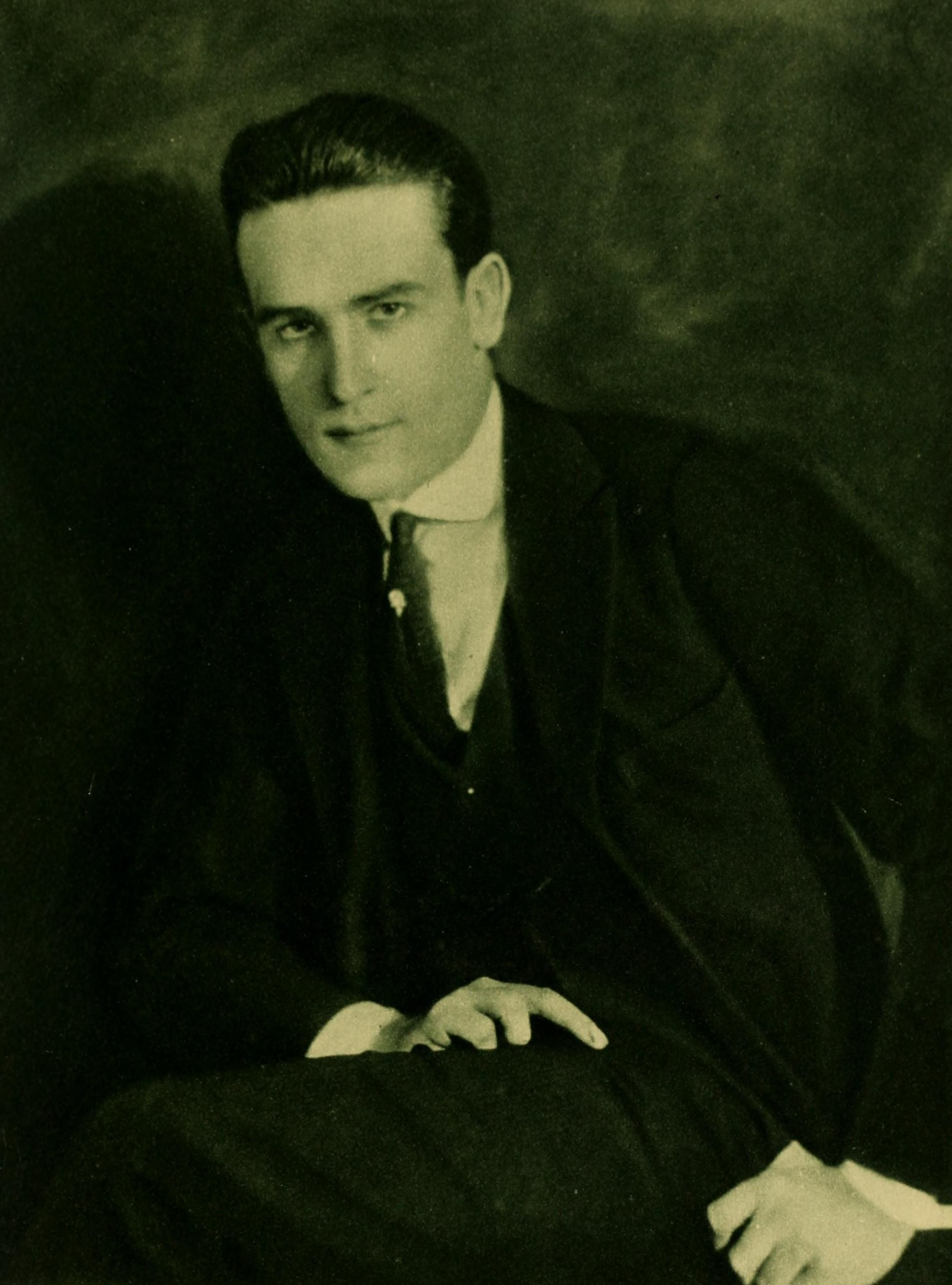
Harold Lloyd

- Snub Pollard - (como Harry Pollard)
- Gene Marsh
- Bebe Daniels